# Пьетт, Самюэль
Самюэ́ль Пьетт (фр. Samuel Piette; род. 12 ноября 1994, Репантиньи, Квебек) — канадский футболист, опорный полузащитник клуба «Клёб де Фут Монреаль» и сборной Канады. Участник чемпионата мира 2022 года.

## Клубная карьера

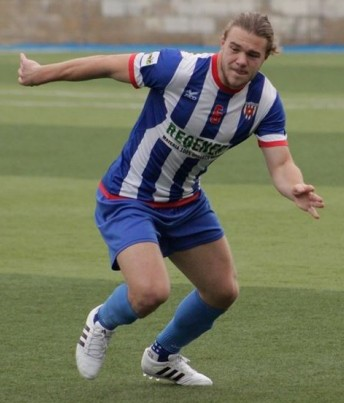
Пьетт в составе «Исарра»

Пьетт — воспитанник клубов «Мец» и «Фортуна». 4 апреля 2014 года в матче против «Падерборна» он дебютировал за дюссельдорфскую команду во Второй Бундеслиге. Летом Самюэль перешёл в испанский «Депортиво Ла-Корунья», но он так и не смог дебютировать за основную команды, выступая за дублёров. Летом 2015 года Пьетт на правах аренды перешёл в «Расинг» из Ферроль. 22 августа в матче против «Арандина» он дебютировал за новый клуб.
Летом 2016 года Самюэль перешёл в «Исарра». 27 августа в матче против «Паленсии» он дебютировал за новую команду.
3 августа 2017 года Пьетт вернулся на родину, подписав контракт с «Монреаль Импакт» на 2,5 года с опцией продления ещё на один год. 12 августа в матче против «Филадельфии Юнион» он дебютировал в MLS. По окончании сезона 2019 «Импакт» продлил контракт с Пьеттом, а 18 декабря 2019 года подписал новый трёхлетний контракт с опцией продления ещё на один год. 13 сентября 2020 года в матче против «Ванкувер Уайткэпс» он забил свой первый гол за «Монреаль Импакт».

## Международная карьера
В 2011 году в составе юношеской сборной Канады Пьетт принял участие в юношеском чемпионате мира в Мексике. На турнире он сыграл в матчах против команд Уругвая, Англии и Руанды.
4 июня 2012 года в товарищеском матче против сборной США Пьетт дебютировал за сборную Канады, заменив во втором тайме Джулиана Де Гузмана.
В 2013 году Самюэль попал в заявку сборной на участие в Золотом кубка КОНКАКАФ. На турнире он сыграл в матче против На турнире он сыграл в матчах против сборных Мартиники и Мексики. В том же году Пьетт выступал за молодёжную команду на молодёжном чемпионате КОНКАКАФ. На турнире он сыграл в матчах против команд Кубы, США и Никарагуа.
В 2015 году Самюэль попал в заявку сборной на участие в Золотом кубка КОНКАКАФ. На турнире он сыграл в матчах против Ямайки и Сальвадора.
В 2017 году Пьетт в третий раз попал в заявку сборной на участие в Золотом кубке КОНКАКАФ. На турнире он сыграл в матчах против команд Французской Гвианы, Коста-Рики, Гондураса и Ямайки.
В 2019 году Пьетт в четвертый раз был включён в состав сборной Канады на Золотой кубок КОНКАКАФ 2019. На турнире он сыграл в матчах против команд Мартиники и Кубы.
В 2021 году Пьетт в пятый раз принял участие в Золотом кубке КОНКАКАФ. На турнире он сыграл в матчах против сборных Мартиники, Гаити, США и Коста-Рики.
В 2022 году Пьетт принял участие в чемпионате мира 2022 в Катаре. На турнире он был запасным и на поле не вышел.

### Статистика в сборной
| Канада | Канада | Канада | Канада  |
| Год    | Игры   | Голы   | Ассисты |
| ------ | ------ | ------ | ------- |
| 2012   | 1      | 0      | 0       |
| 2013   | 6      | 0      | 0       |
| 2014   | 2      | 0      | 0       |
| 2015   | 12     | 0      | 0       |
| 2016   | 8      | 0      | 0       |
| 2017   | 8      | 0      | 3       |
| 2018   | 3      | 0      | 0       |
| 2019   | 6      | 0      | 1       |
| 2020   | 3      | 0      | 0       |
| 2021   | 11     | 0      | 0       |
| 2022   | 6      | 0      | 0       |
| 2023   | 0      | 0      | 0       |
| Всего  | 66     | 0      | 4       |